# Lacy (canción)
«Lacy» (estilizado en minúsculas) es una canción de la cantautora estadounidense Olivia Rodrigo de su segundo álbum de estudio, Guts (2023). Rodrigo lo escribió con su productor, Dan Nigro. La canción estuvo disponible como cuarta pista del álbum el 8 de septiembre de 2023, cuando fue lanzada por Geffen Records. Una canción folk-pop en la línea de su segundo álbum de estudio, Guts (2023), «Lacy» narra la obsesión de Rodrigo por la belleza de una figura femenina a la que se dirige con el mismo nombre y odio a sí misma.
La identidad real de «Lacy» ha sido objeto de especulación tanto entre los fans como entre los críticos. La canción ha recibido análisis críticos sobre las posibles implicaciones LGBT en su letra, aunque Rodrigo ha declarado que se originó a partir de un poema que escribió para una tarea de clase. «Lacy» alcanzó el top 30 en Australia, Canadá, Irlanda, Nueva Zelanda y Estados Unidos y entró en las listas de algunos otros países. Rodrigo interpretó la canción en el Museo Grammy y el Bluebird Café.

## Antecedentes
Tras el éxito comercial de su álbum de estudio debut, Sour (2021), Olivia Rodrigo continuó colaborando con Dan Nigro, quien había producido todos los temas del mismo. El siguiente álbum, Guts (2023), fue concebido cuando tenía 19 años, un año que describió como «mucha confusión, errores, incomodidad y angustia adolescente a la antigua usanza». El álbum y su título se anunciaron el 26 de junio de 2023, y su sencillo principal, «Vampire», fue lanzado cuatro días después. La canción alcanzó el número uno en varios países, incluido Estados Unidos, donde se convirtió en su tercer sencillo número uno en el Billboard Hot 100. «Bad Idea Right?» fue elegido como sencillo de seguimiento.
Rodrigo escribió «Lacy» con Nigro. Ella detalló su inspiración a Linda Perry antes de interpretar una versión acústica en el Museo Grammy: «Tomé una clase de poesía en la USC el año pasado. Siempre me ha interesado mucho la poesía... Así que tomé esta clase, y fue increíble. Escribí este poema llamado 'Lacy', sobre este tipo de envidia que lo abarca todo que estaba sintiendo, por una de las tareas en clase. Era como una tarea. Y me encantó tanto que me convertí en esto. Es una de mis favoritas. Sólo recuerdo que estaba sentado en la encimera de mi cocina y escribí: 'Lacy, oh Lacy, piel como hojaldre...' Y pensé, oh, eso es interesante, y terminé el poema y Lo convertí en una canción».
El 1 de agosto de 2023, reveló la lista de canciones de Guts, que presenta «Lacy» como cuarta pista. La canción estuvo disponible para descarga digital en el álbum, que se lanzó el 8 de septiembre de 2023. Rodrigo no reveló quién era la persona sujeto de la letra. Tras el lanzamiento de «Lacy», llamó la atención debido al carácter misterioso de su tema. Cuando se le preguntó sobre la inspiración, Rodrigo respondió: «Todas mis canciones son sobre mí y sobre cómo me siento, ¡no lo sé!». El 29 de septiembre interpretó la canción en el Bluebird Café.

## Composición
«Lacy» dura dos minutos y 57 segundos. Fue grabado en Amusement Studios en Los Ángeles y Electric Lady Studios en la ciudad de Nueva York. Nigro proporcionó la producción y la producción vocal, y diseñó la canción con Dani Perez y Chris Kasych. Toca la batería, la guitarra acústica, la guitarra eléctrica, el bajo y el sintetizador. Mitch McCarthy mezcló la canción en los Wheelhouse Studios de Vancouver y Randy Merrill la masterizó en Sterling Sound en Edgewater, Nueva Jersey.
«Lacy» mantiene el «[sonido] folk-pop tocado con los dedos que apareció varias veces en Sour», según Jason Lipshutz de Billboard. La letra de la canción enfatiza que Rodrigo experimenta celos y envidia mientras pronuncia su voz con un «susurro desdeñoso». Describe una figura femenina llamada Lacy, que tiene «piel como hojaldre» y «ojos blancos como margaritas». Rodrigo continúa halagándola durante el segundo verso, llamándola «sexy» y refiriéndose a ella como una «Bardot reencarnada» en referencia a la actriz francesa Brigitte Bardot. Inicialmente canta en un tono sarcástico y continúa detallando cómo fue torturada por su obsesión y sus constantes pensamientos sobre Lacy. Rodrigo confiesa haber experimentado odio hacia sí misma debido a su envidia hacia su clímax: «Últimamente te detesto / Y desprecio mis ojos celosos y lo mucho que se enamoraron de ti / Sí, desprecio mi mente podrida y lo mucho que te adora». Moisés Méndez II de Time comparó el tema lírico de la canción con el sencillo de 1973 de Dolly Parton, «Jolene».
La verdadera identidad de «Lacy» ha sido objeto de especulación, y los fanáticos sugieren que la canción podría ser sobre Taylor Swift o Sabrina Carpenter. Moisés Méndez II de Time señaló los descriptores positivos utilizados para Lacy, incluida la comparación con Bardot, como posibles referencias a Swift. Las posibles implicaciones LGBT de la letra también recibieron un análisis crítico; Bernardo Sim de Out y Rachel Kiley de Pride creyeron que la canción podría tratar sobre la atracción romántica de Rodrigo por una mujer.

## Recepción
En una clasificación de todas las canciones de Guts, Lipshutz colocó a «Lacy» en el puesto 12 y declaró: «La letra cambiante del coro representa el triunfo de la composición aquí, con Rodrigo intercambiando la mayoría de las líneas del primer gancho mientras continúa describiendo la desesperación de su envidia». En una crítica negativa, Poppie Platt de The Daily Telegraph pensó que la canción era «francamente mala» y criticó la letra comparando la piel de Lacy con el hojaldre: «Es cierto que han pasado ocho años desde que pude llamarme adolescente, así que podría estar fuera del círculo vicioso de la angustia, pero ¿desde cuándo la mejor manera de describir un rostro hermoso como si poseyera el brillo de un rollo de salchicha?». Algunos comentaron sobre la especulación que se trata de Swift. Escribiendo para The New York Times, Jon Caramanica declaró: «Tratándose de una joven estrella que ha tenido lo que parecen ser relaciones frías con Swift, [...] se lee como el hematoma de una puerta que se cerró de golpe en su cara». Rob Sheffield de Rolling Stone, anticipó que Rodrigo cantando las palabras «Lo intento, lo intento, lo intento» no ayudaría a disipar los rumores.

## Desempeño comercial
«Lacy» debutó en el puesto 23 del Billboard Hot 100 de Estados Unidos. La canción alcanzó el puesto 24 en el Canadian Hot 100. En el Reino Unido, se ubicó en el puesto 26 en la Official Audio Streaming Chart y en el número 24 en Billboard. En Australia, «Lacy» alcanzó el puesto 25. La canción alcanzó el puesto 16 en Nueva Zelanda. Se ubicó en el puesto 20 en el Billboard Global 200. Por otra parte, «Lacy» alcanzó las listas de récords nacionales, en el puesto 18 en Irlanda, en el número 52 en Portugal, y en el número 65 en Grecia.

## Créditos y personal
Los créditos están adaptados de las notas de Guts.
- Dan Nigro – productor, compositor, batería, ingeniero, guitarra acústica, guitarra eléctrica, productor vocal, bajo, sintetizador.
- Olivia Rodrigo – compositora.
- Dani Perez - ingeniero.
- Chris Kasych - ingeniero.
- Austen Healey – asistente de ingeniero de grabación.
- Randy Merrill – masterización.
- Mitch McCarthy – mezclando.